# Dekanat Lublin – Północ
Dekanat Lublin – Północ – jeden z 28 dekanatów w rzymskokatolickiej archidiecezji lubelskiej.

## Parafie
W skład dekanatu wchodzi 11 parafii:
- parafia św. Jana Chrzciciela – Dys
- parafia św. Faustyny Kowalskiej – Jakubowice Konińskie
- parafia Dobrego Pasterza – Lublin
- parafia NMP Nieustającej Pomocy – Lublin
- parafia św. Alberta Chmielowskiego – Lublin
- parafia św. Andrzeja Boboli – Lublin
- parafia św. Jadwigi Królowej – Lublin
- parafia św. Stanisława – Lublin
- parafia Wieczerzy Pańskiej – Lublin
- parafia NMP Królowej Polski – Nasutów
- parafia bł. Karoliny Kózkówny – Snopków

## Sąsiednie dekanaty
Garbów, Konopnica, Lubartów, Lublin – Podmiejski, Lublin – Śródmieście, Lublin – Zachód, Michów